# Stopira
Ianique dos Santos Tavares, znany również jako Stopira (ur. 20 maja 1988 w Prai) – kabowerdeński piłkarz występujący na pozycji obrońcy.

## Kariera klubowa
Stopira seniorską karierę rozpoczynał w 2006 roku w zespole Sporting Clube Praia. W 2007 oraz w 2008 roku zdobył z nim mistrzostwo Republiki Zielonego Przylądka. W 2008 roku przeszedł do portugalskiego drugoligowca, CD Santa Clara. Przez 2 lata rozegrał tam 32 spotkania.
W 2010 roku Stopira odszedł do rezerw hiszpańskiego Deportivo La Coruña.

## Kariera reprezentacyjna
W 2009 roku wraz z reprezentacją do lat 21 zdobył złoty medal podczas rozgrywanych w Portugalii Igrzysk Luzofonii.
W dorosłej reprezentacji Stopira zadebiutował 22 czerwca 2008 roku w wygranym 3:1 pojedynku eliminacji Mistrzostw Świata 2010 z Mauritiusem.